# ادی کلارک
ادی کلارک (انگلیسی: Eddie Clarke; ۵ اکتبر ۱۹۵۰ – ۱۰ ژانویهٔ ۲۰۱۸) موسیقی‌دان اهل بریتانیا بود. وی بین سال‌های ۱۹۷۳ تا ۲۰۱۸ میلادی فعالیت می‌کرد.